# Smiling Friends
Smiling Friends — австралийско-американский анимационный сериал для взрослых, созданный Заком Хэйделом и Майклом Кьюсаком для ночного программного блока Adult Swim от Cartoon Network. Сюжет рассказывает о небольшой компании, занимающейся тем, чтобы заставлять людей улыбаться.